# Zamachy z 11 września 2001 roku

Pożary w bliźniaczych wieżach WTC po uderzeniach samolotów lotów 11 i 175 o godzinach 8:46 i 9:03 czasu lokalnego

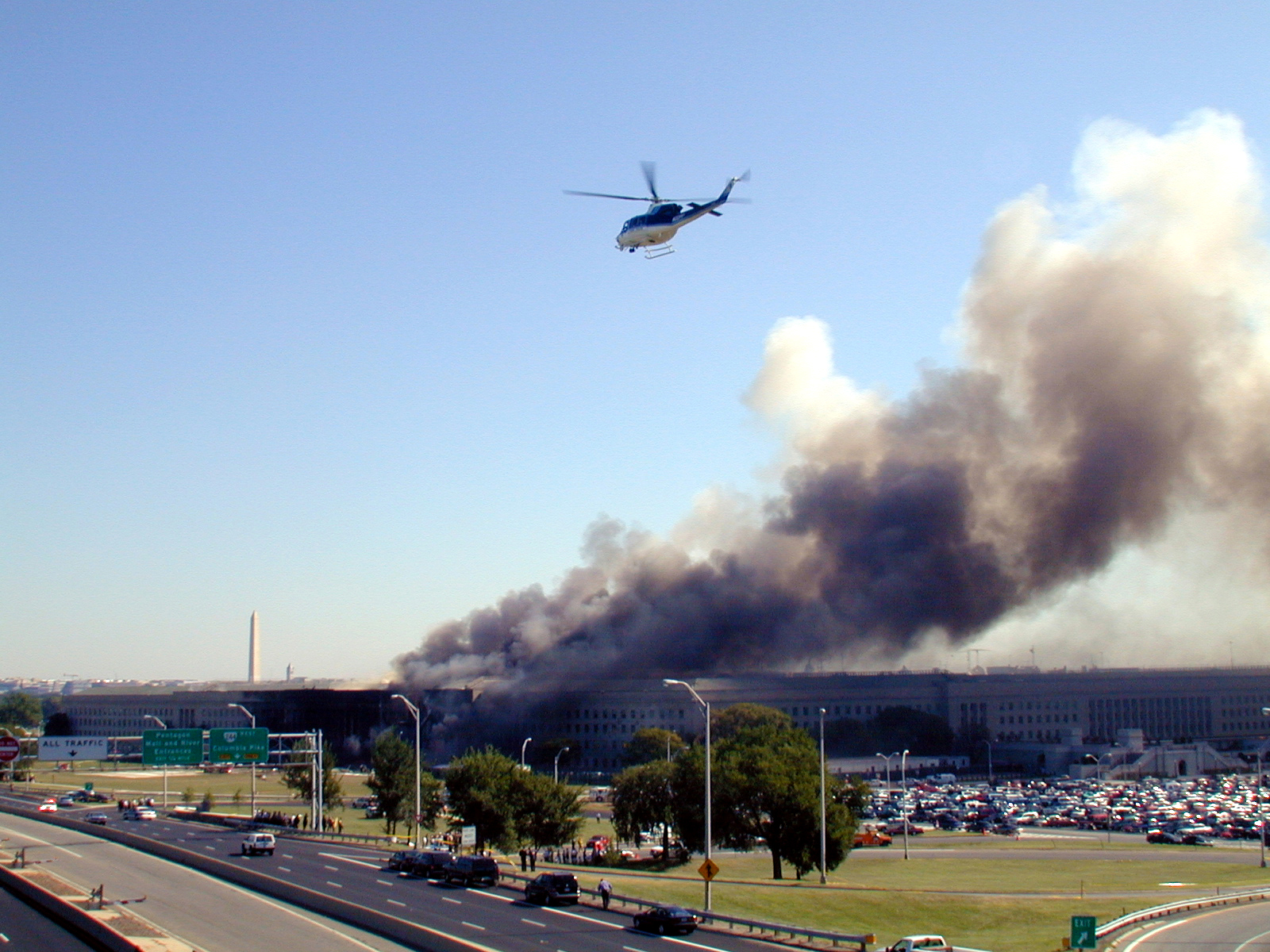
Pożar w Pentagonie po uderzeniu samolotu lotu 77 o godzinie 9:37 czasu lokalnego

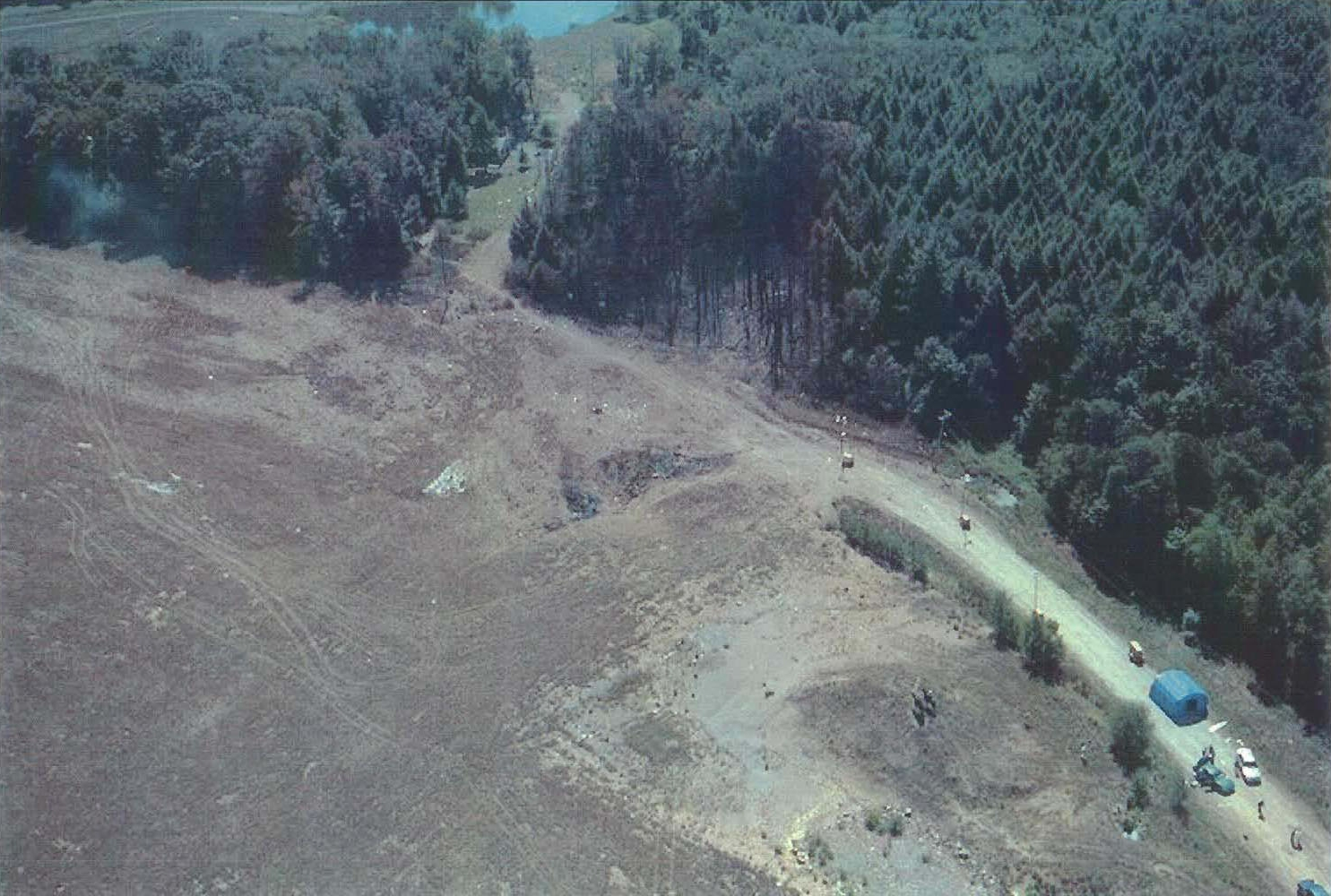
Miejsce katastrofy lotu 93 który rozbił się o godzinie 10:03 czasu lokalnego w pobliżu Shanksville

Zamachy z 11 września 2001 roku, często potocznie określane jako 11 września – seria czterech skoordynowanych ataków terrorystycznych, przeprowadzonych przez paramilitarną islamską organizację terrorystyczną Al-Ka’ida przeciwko USA rano we wtorek 11 września 2001 roku na terytorium Stanów Zjednoczonych za pomocą uprowadzonych samolotów pasażerskich. Sprawcami byli przedstawiciele organizacji Al-Ka’ida, którzy po opanowaniu samolotów skierowali je na obiekty dwóch wież World Trade Center oraz budynku Pentagonu. W każdej z grup napastników w każdym z samolotów był jeden, który był przeszkolony w pilotowaniu maszyn powietrznych. Celem zamachowców było skierowanie samolotów na budynki będące symbolem Stanów Zjednoczonych i ich potęgi oraz spowodowanie przez to masowych strat w ludziach i całkowitej lub częściowej destrukcji budynków. Dwie z uprowadzonych maszyn uderzyły w bliźniacze wieże World Trade Center, a trzecia uderzyła w zachodnie skrzydło Pentagonu. W przypadku czwartego samolotu atak nie powiódł się z uwagi na obronne zachowanie pasażerów na jego pokładzie, wskutek czego maszyna rozbiła się na polu w Pensylwanii.
Pierwszy samolot, linii American Airlines, uderzył w północną wieżę World Trade Center o godz. 8:46 rano. Około 17 minut później na przełomie godziny 9:02 i 9:03, drugi samolot, linii United Airlines, uderzył w południową wieżę World Trade Center. Oba 110-piętrowe budynki zawaliły się w ciągu godziny i 41 minut, powodując niemalże całkowite zawalenie się lub poważne uszkodzenie całego pozostałego kompleksu World Trade Center leżącego pod wieżami, w tym budynku World Trade Center 7. Trzeci z samolotów, linii American Airlines, lecący z portu lotniczego Dulles International Airport, został uprowadzony nad Ohio. O 9:37 rozbił się na zachodnim skrzydle Pentagonu (siedziby koordynacji działań amerykańskich wojsk) w hrabstwie Arlington w Wirginii, powodując częściowe zawalenie się skrzydła. Ostatni z uprowadzonych samolotów, linii United Airlines, leciał w okolicach Waszyngtonu. Kiedy jego pasażerowie dowiedzieli się o atakach na budynki w Nowym Jorku i Waszyngtonie, zaatakowali napastników, próbując przejąć kontrolę nad samolotem; ostatecznie samolot rozbił się na polach nieopodal Shanksville w Pensylwanii o 10:03 rano. Śledczy uważają, że miał on trafić w Kapitol lub Biały Dom.
W bezpośrednim następstwie ataku od razu zaczęto wysnuwać podejrzenia o dokonanie zamachu względem terrorystów Al-Ka’idy. Rząd USA w odpowiedzi na ataki zadeklarował tak zwaną wojnę z międzynarodowym terroryzmem i inwazję na Afganistan w celu obalenia rządu talibów mających powiązania z Al-Ka’idą i ukrywających jej liderów. Wojna w tym kraju toczyła się od 2001 do 2021 roku. W 2004 roku lider Al-Ka’idy Usama ibn Ladin przyznał się do ataków. Ataki miały być zemstą za poparcie USA dla Izraela w działaniach przeciwko krajom arabskim i Palestynie, obecność żołnierzy USA w krajach arabskich i sankcje na Irak. Lider Al-Ka’idy został zastrzelony przez siły USA w Pakistanie w 2011 roku.
Zniszczenie World Trade Center i okolicznych budynków wywołało daleko idące konsekwencje także w międzynarodowym handlu. Wiele krajów wprowadziło po atakach ustawy antyterrorystyczne i wzmocniły siły i kompetencje działania służb porządkowych i agencji wywiadowczych. W USA i Kanadzie ruch powietrzny został bezpośrednio po atakach zawieszony do 13 września, a giełda na Wall Street została zamknięta do 17 września. Po atakach wybuchła panika w Nowym Jorku i okolicach – ludzie próbowali się rozpaczliwie ewakuować z jego centrum i z centr innych dużych miast w USA. Oczyszczanie z licznych gruzów terenu zawalonych wież trwało 8 miesięcy i zostało zakończone w maju 2002 roku, a Pentagon był remontowany przez około rok. Odnowienie World Trade Center zajęło kilkanaście lat. Rozpoczęcie odbudowy pierwszej wieży, w zmodyfikowanej wersji, rozpoczęto w listopadzie 2006 roku, a otwarto ją oficjalnie w listopadzie 2014 roku po kilku przeróbkach naniesionych w trakcie odbudowy.
Łącznie w zamachu zginęło 2996 osób – 2977 osób cywilnych oraz wielu funkcjonariuszy policji i innych służb przybyłych na miejsce i 19 zamachowców-samobójców, a więcej niż 25 000 zostało rannych, ponadto straty finansowe poniesione w wyniku zamachów wyniosły więcej niż 10 miliardów dolarów w infrastrukturze i w wyniku zniszczenia mienia. Jest to największa zbrodnia dokonana przez człowieka w okresie pokoju w wyniku niespodziewanego ataku w stylu masowego zabójstwa i zamachu terrorystycznego w historii ludzkości. Po zamachach wzniesiono wiele miejsc upamiętnienia, w tym National September 11 Memorial & Museum w Nowym Jorku, Pentagon Memorial w stanie Wirginia, i pomnik upamiętniający katastrofę na polach w Pensylwanii nieopodal miejsca tej katastrofy.

## Przebieg
Zamachów dokonało 19 porywaczy, którzy kupili bilety na 4 loty krajowe amerykańskich linii lotniczych. Po przejęciu kontroli nad samolotami skierowali je na znane obiekty na terenie USA.
Dwa spośród porwanych samolotów – Boeingi 767 – rozbiły się o bliźniacze wieże World Trade Center w Nowym Jorku (zob. katastrofa lotu American Airlines 11 i katastrofa lotu United Airlines 175), które po kilkudziesięciu minutach uległy zawaleniu na skutek naruszenia stalowej konstrukcji nośnej budynków, co było efektem uderzenia samolotów i spowodowanych w ten sposób intensywnych i rozległych pożarów. Trzeci samolot, Boeing 757, zniszczył część Pentagonu (zob. katastrofa lotu American Airlines 77), a ostatni (opóźniony) Boeing 757 linii United Airlines nie dotarł do celu – rozbił się na polach w pobliżu Shanksville w Pensylwanii ok. 15 min. lotu od Waszyngtonu (zob. katastrofa lotu United Airlines 93). Przypuszcza się, że samolot miał uderzyć w Biały Dom lub Kapitol, choć nie ma na to jednoznacznych dowodów. Maszyna nie doleciała do celu, gdyż pasażerowie, którzy dowiedzieli się o losie innych samolotów, zaatakowali porywaczy; w rezultacie walki, która się wywiązała, doszło do rozbicia się samolotu na niezaludnionym terenie – szczątkowe informacje o ostatnich minutach tego wydarzenia pochodzą z rozmów telefonicznych pasażerów i odtworzenia danych zarejestrowanych w czarnej skrzynce samolotu.

## Ofiary

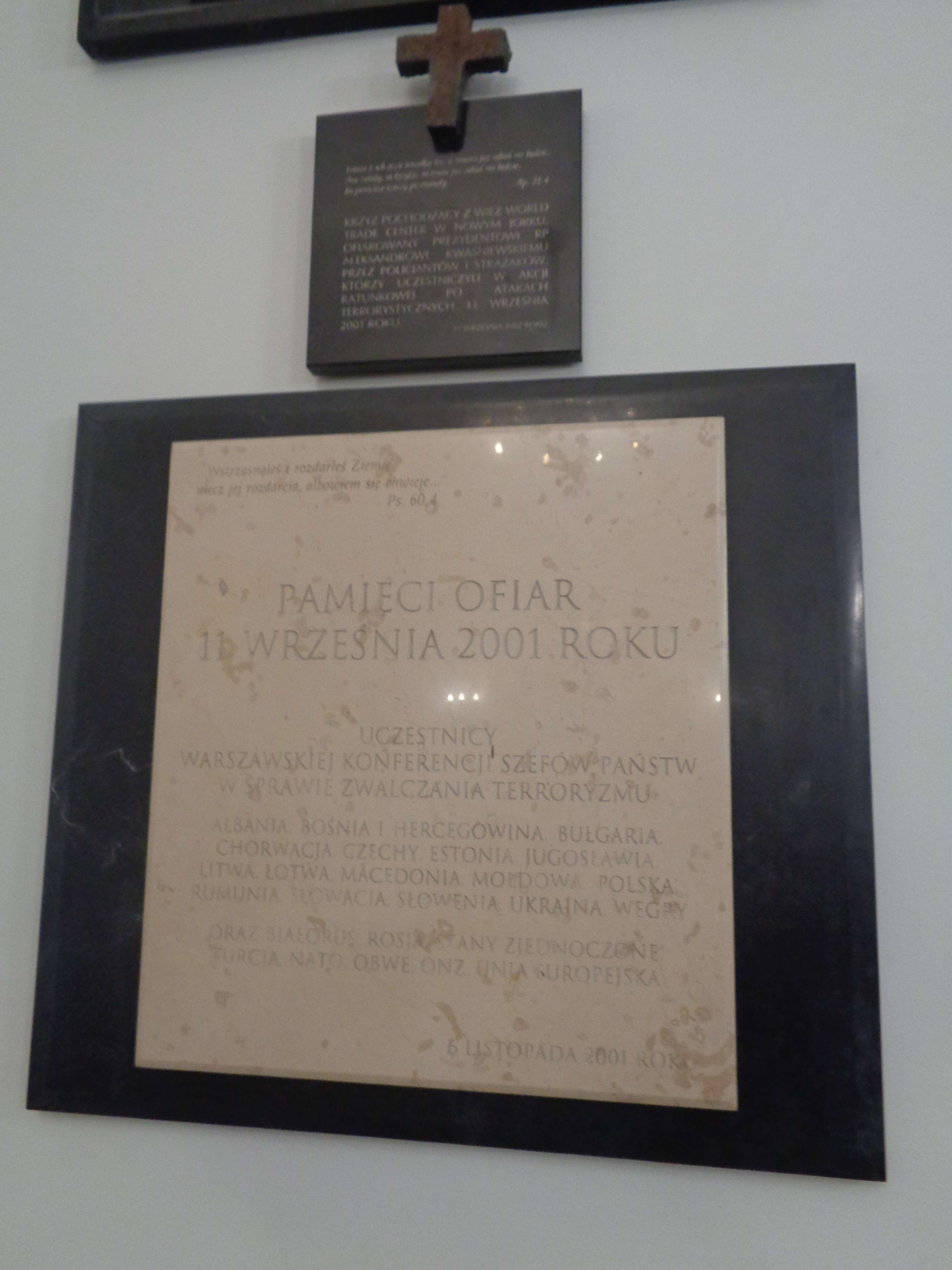
Tablica upamiętniająca ofiary zamachu z 11 września 2001 w kaplicy pałacu prezydenckiego

Ustalono ostatecznie, iż łącznie, w wyniku czterech zamierzonych katastrof lotniczych, w zamachu zginęły 2973 osoby, nie licząc 19 porywaczy i 26 osób nadal oficjalnie uznawanych za zaginione.
W zamachu zginęło ośmioro Polaków: Maria Jakubiak, Dorota Kopiczko, Jan Maciejewski, Łukasz Milewski, Anna Piętkiewicz, Józef Piskadło, Gina Sztejnberg, Norbert Szurkowski (syn Ryszarda Szurkowskiego). W pierwszą rocznicę zamachu odsłonięto w Parku Skaryszewskim w Warszawie płytę poświęconą ich pamięci.
Bardzo duże straty poniosły służby miejskie, głównie straż pożarna i policja – w trakcie akcji ratunkowej zginęło ponad 300 funkcjonariuszy. Po zamachu okazało się, że liczbę ofiar zwiększył przestarzały i niewydajny system komunikacji służb ratunkowych oraz sprzeczne polecenia wydawane cywilom w płonących wieżowcach przez ochronę i straż pożarną, a zwłaszcza rezygnacja ochrony z ewakuacji południowej wieży. Klatki schodowe wieżowców nie były wyposażone w instalacje ciśnieniowe eliminujące dym. Zaczęto je montować w niektórych budynkach dopiero po ataku. Wiele osób zmarło kilka lat po zamachu z powodu wdychania trującego azbestu, który pozostał w nowojorskim powietrzu tuż po zawaleniu się budynków. Azbest został zakazany w budownictwie tylko w niektórych krajach świata (m.in. w Niemczech w 1993, we Francji i w Polsce w 1997). USA początkowo zakazały azbestu w 1989, ale następnie odwołały ten zakaz w 1991. Ostateczna liczba ofiar jest o 40 osób mniejsza w stosunku do poprzedniej wersji, która już znalazła się w niektórych encyklopediach. Ustalając liczbę ofiar i ich tożsamość, po raz pierwszy w historii posłużono się na masową skalę badaniami materiału genetycznego, które były praktycznie jedynym sposobem identyfikacji szczątków ofiar.
| Ofiary (bez uwzględnienia 19 porywaczy) | Ofiary (bez uwzględnienia 19 porywaczy) | Ofiary (bez uwzględnienia 19 porywaczy)   |
| --------------------------------------- | --------------------------------------- | ----------------------------------------- |
| Nowy Jork                               | World Trade Center                      | 2602 zabitych i 26 zaginionych            |
| Nowy Jork                               | w samolocie American Airlines 11        | 88                                        |
| Nowy Jork                               | w samolocie United Airlines 175         | 59                                        |
| Arlington                               | Pentagon                                | 125                                       |
| Arlington                               | w samolocie American Airlines 77        | 59                                        |
| Shanksville                             | w samolocie United Airlines 93          | 44                                        |
| Ogółem                                  | Ogółem                                  | 2973 zabitych i 26 oficjalnie zaginionych |

Zamach na World Trade Center był pierwszą skuteczną operacją tego typu i pociągnął za sobą więcej ofiar i strat materialnych niż jakikolwiek inny akt terroru w dotychczasowej historii Stanów Zjednoczonych i świata.

## Sprawcy
Winą za zamachy obarczono organizację Al-Ka’ida dowodzoną przez Osamę bin Ladena.
29 października 2004 roku arabska telewizja satelitarna Al-Dżazira nadała wystąpienie Osamy bin Ladena, w którym wziął on na siebie odpowiedzialność za zamachy z 11 września 2001 roku i zagroził ich powtórzeniem. Oświadczył, że ataki terrorystyczne na USA to przejaw walki o wolność.

## Wojna z terroryzmem
Ataki z 11 września były bezpośrednią przyczyną rozpoczęcia tak zwanej „wojny z terroryzmem”, której pierwszym etapem był atak na rządzony przez talibów Afganistan, gdzie przebywał Usama ibn Ladin oraz zaostrzenie środków bezpieczeństwa (m.in. na lotniskach) i wprowadzenie w wielu krajach ustaw antyterrorystycznych, które w niektórych przypadkach ograniczają prawa obywatelskie.
Zamach był również przyczyną poważnego kryzysu branży lotniczej i turystyki, pociągnął też za sobą poważne zmiany w procedurach bezpieczeństwa w USA i na całym świecie.

## Reakcje międzynarodowe i rządowe
Niemalże cały świat przyglądał się fali ataków terrorystycznych w USA. Do Waszyngtonu napływały kondolencje i zapewnienia o gotowości do niesienia pomocy.
- Palestyna – atmosfera świętowania panowała jedynie wśród części Palestyńczyków na Zachodnim Brzegu Jordanu, gdzie na ulicach pojawiły się grupy ludzi śpiewające „Bóg jest wielki”. Niektórzy strzelali w powietrze[28]. Natomiast przywódca Autonomii Palestyńskiej potępił ataki i powiedział, że jest nimi „zupełnie zszokowany”. „Wysłałem kondolencje prezydentowi, rządowi i narodowi amerykańskiemu” – oświadczył Jasir Arafat.

- Rosja – prezydent Władimir Putin wyraził współczucie dla narodu amerykańskiego i nazwał ataki „straszliwymi tragediami”.

- Watykan – za dusze ofiar modlił się papież Jan Paweł II. Watykan wydał oświadczenie, w którym podkreślono, że „Ojciec Święty jest na bieżąco informowany o tej ogromnej tragedii”. „Od pierwszej chwili papież modli się do Boga o wieczny odpoczynek dla licznych ofiar oraz prosi o pocieszenie dla rodzin ofiar” – głosiło oświadczenie.

- Unia Europejska – „Zgroza” – to słowo, które dominowało w oświadczeniach szefów Komisji Europejskiej[potrzebny przypis]. „Straszliwe tragedie w Nowym Jorku i Waszyngtonie przepełniają mnie zgrozą” – oświadczył przewodniczący organu wykonawczego UE, Romano Prodi.

- Wielka Brytania – szef rządu Tony Blair zwołał nadzwyczajne posiedzenie gabinetu. Jako „zło naszych czasów” określił zmasowany terroryzm, popełniony przez „fanatyków, którzy są obojętni na świętość życia ludzkiego”. Królowa Elżbieta II zapewniła, że śledzi rozwój wypadków „z rosnącym niedowierzaniem i jest zupełnie zszokowana”. Ofiarowała Amerykanom „swoje myśli i modlitwy”.

- Francja – prezydent Jacques Chirac nazwał zamachy „potwornymi”. „Nie ma na to innego słowa” – dodał. 14 września był dniem żałoby narodowej we Francji[29].

- Niemcy – kanclerz Gerhard Schröder oświadczył, że „rząd z najwyższą mocą potępia te ataki terrorystyczne”. Szef rządu zwołał w tej sprawie posiedzenie Federalnej Służby Bezpieczeństwa.

- Polska – w Polsce żałobę narodową ogłosił prezydent Aleksander Kwaśniewski. Obowiązywała ona od środy 12 września do piątku 14 września włącznie.

- Iran – prezydent Mahmud Ahmadineżad w 2010 r. był gościem 65. sesji Zgromadzenia Ogólnego Organizacji Narodów Zjednoczonych w Nowym Jorku. W swojej wypowiedzi oskarżył Stany Zjednoczone o ataki z 11 września na WTC i o zbrodnie na świecie. Kiedy stwierdził, że amerykański rząd stoi za zamachami, przedstawiciele USA wyszli z sali na znak protestu, a po nich – delegaci kilku innych państw.

## Nowe śledztwo
Pomimo iż oficjalne śledztwo, które dotyczyło zamachów z 11 września zakończyło się w 2003 roku, są osoby, według których nie zostało ono przeprowadzone właściwie i nie odpowiedziało na wiele pytań. Osoby te domagają się ponownego otwarcia dochodzenia i rozpoczęcia śledztwa, które wyjaśniłoby wszystkie pozostałe wątpliwości.

## Galeria

Kula ognia po uderzeniu w południową wieżę WTC samolotu lotu 175 o 9:03 czasu lokalnego
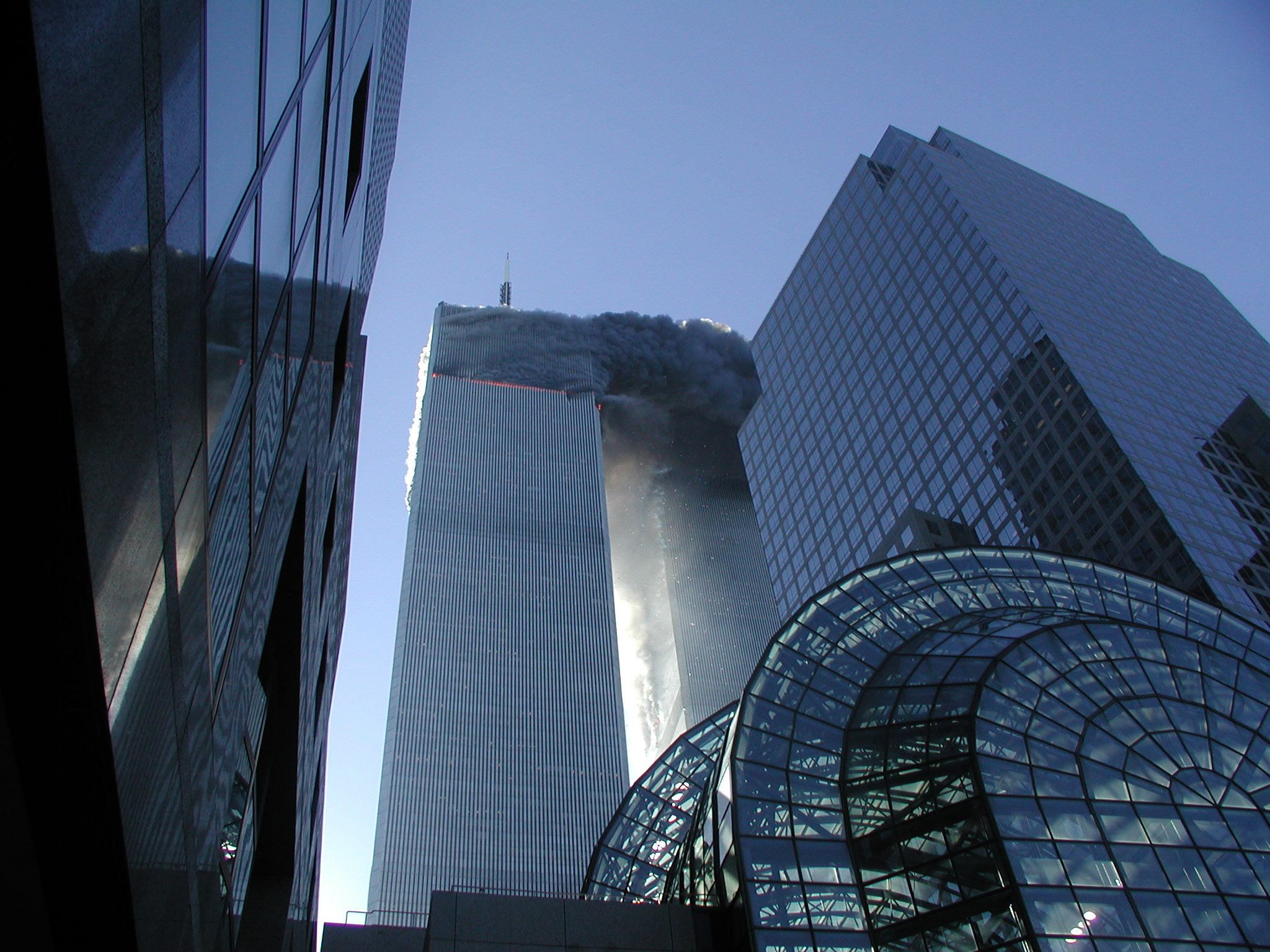
Widok na płonące wieże WTC z World Financial Center
Widok na płonące wieże WTC z Church Street
Spadający mężczyzna z jednej z bliźniaczych wież
Waląca się południowa wieża o 9:59 czasu lokalnego
Chmura pyłu tuż po zawaleniu się południowej wieży
Waląca się północna wieża o 10:28 czasu lokalnego
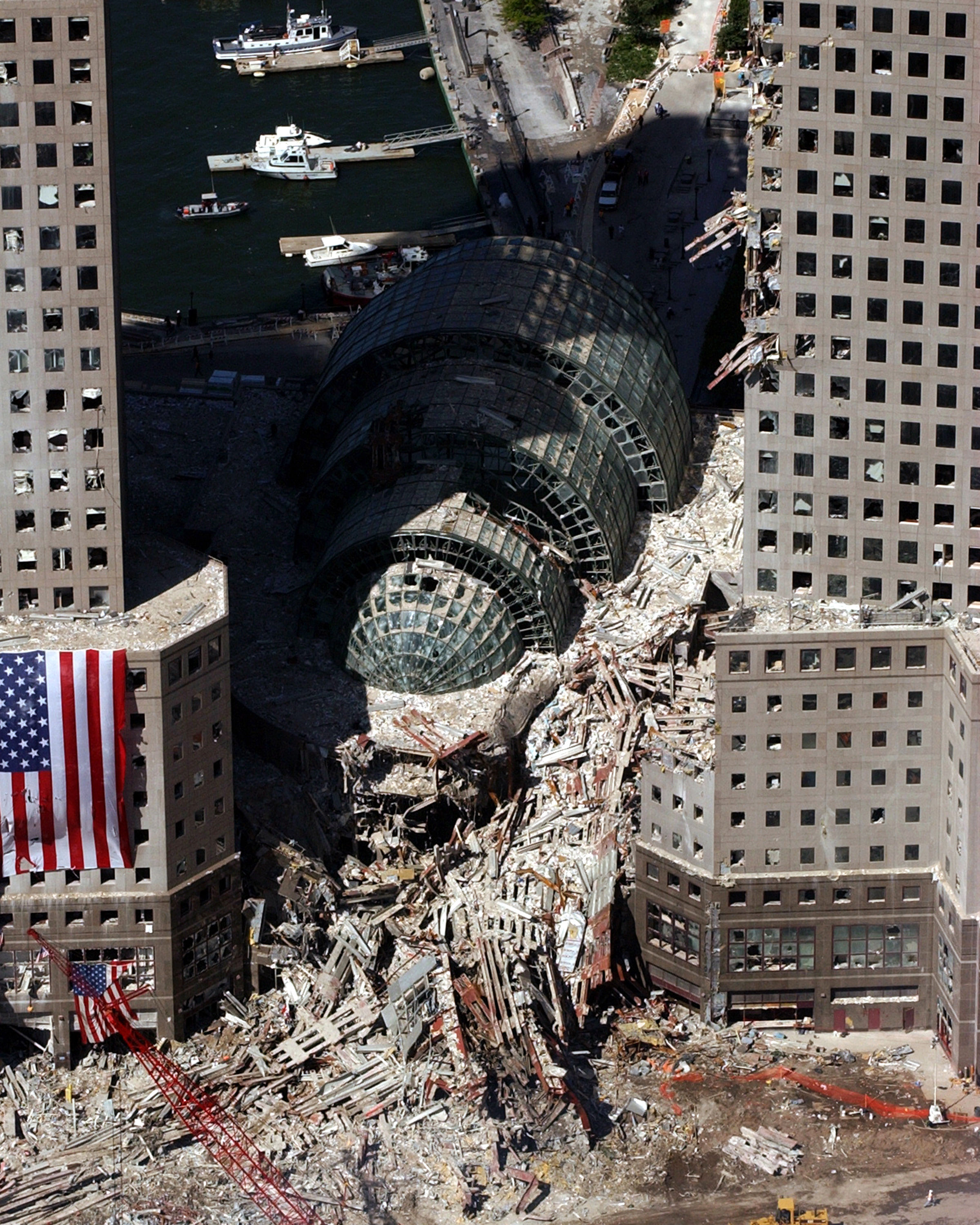
Zniszczenia w World Financial Center, wywołane spadającym gruzem z walących się wież – 17 września 2001
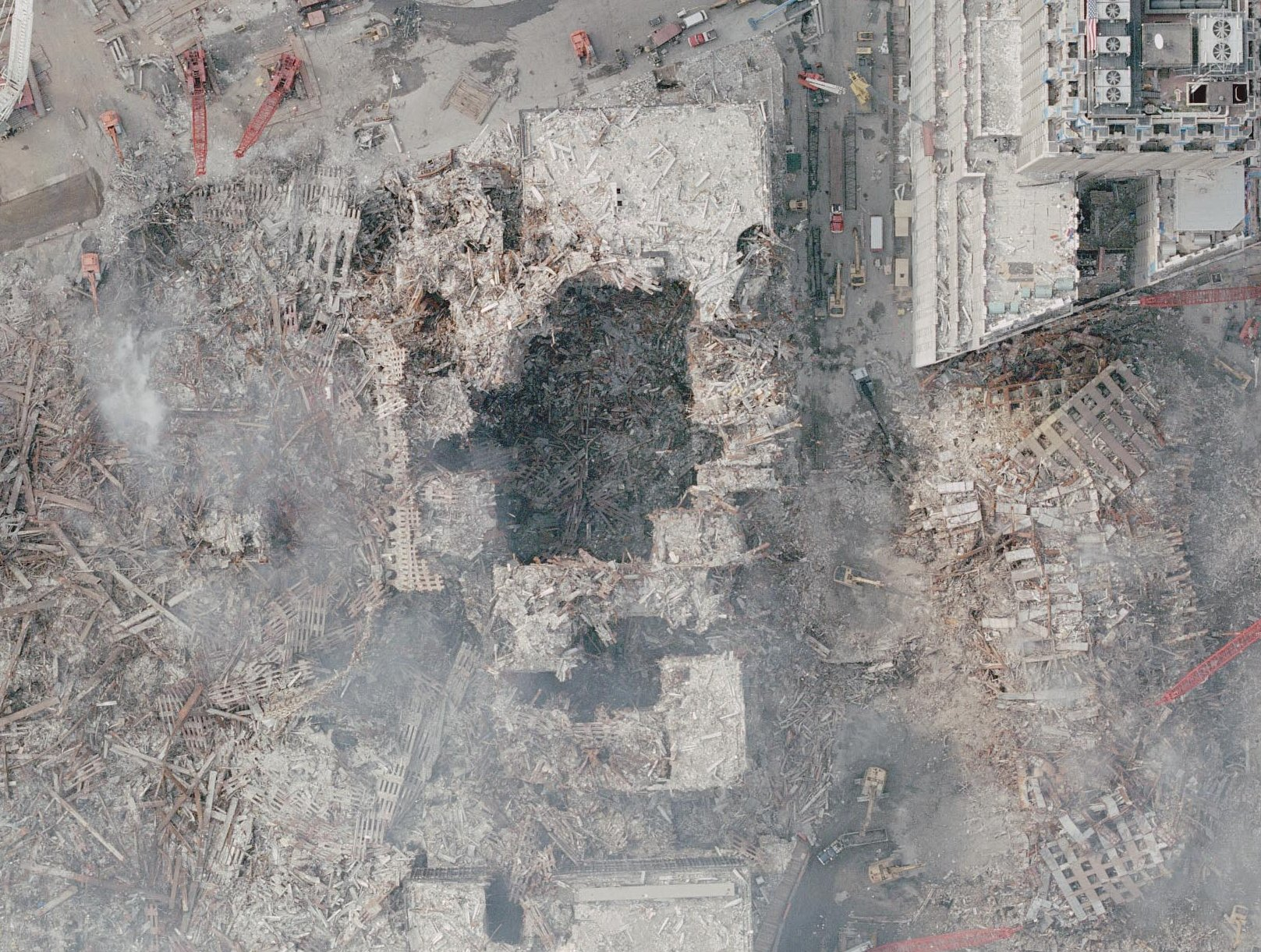
Zdjęcie lotnicze zniszczonego WTC6(inne języki), zrobione 23 września 2001
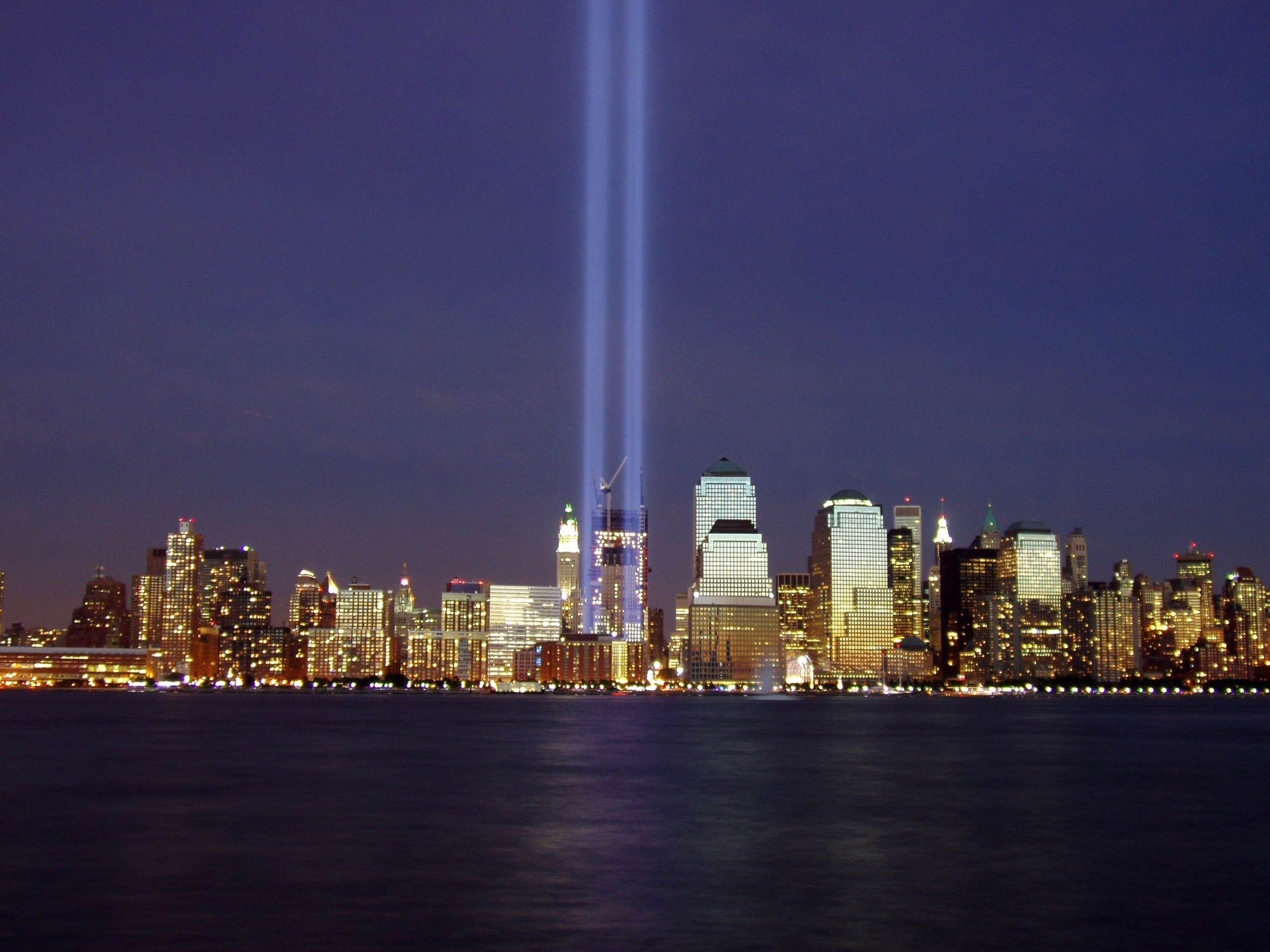
Tribute in Light widoczny w rocznicę ataku 11 września 2004
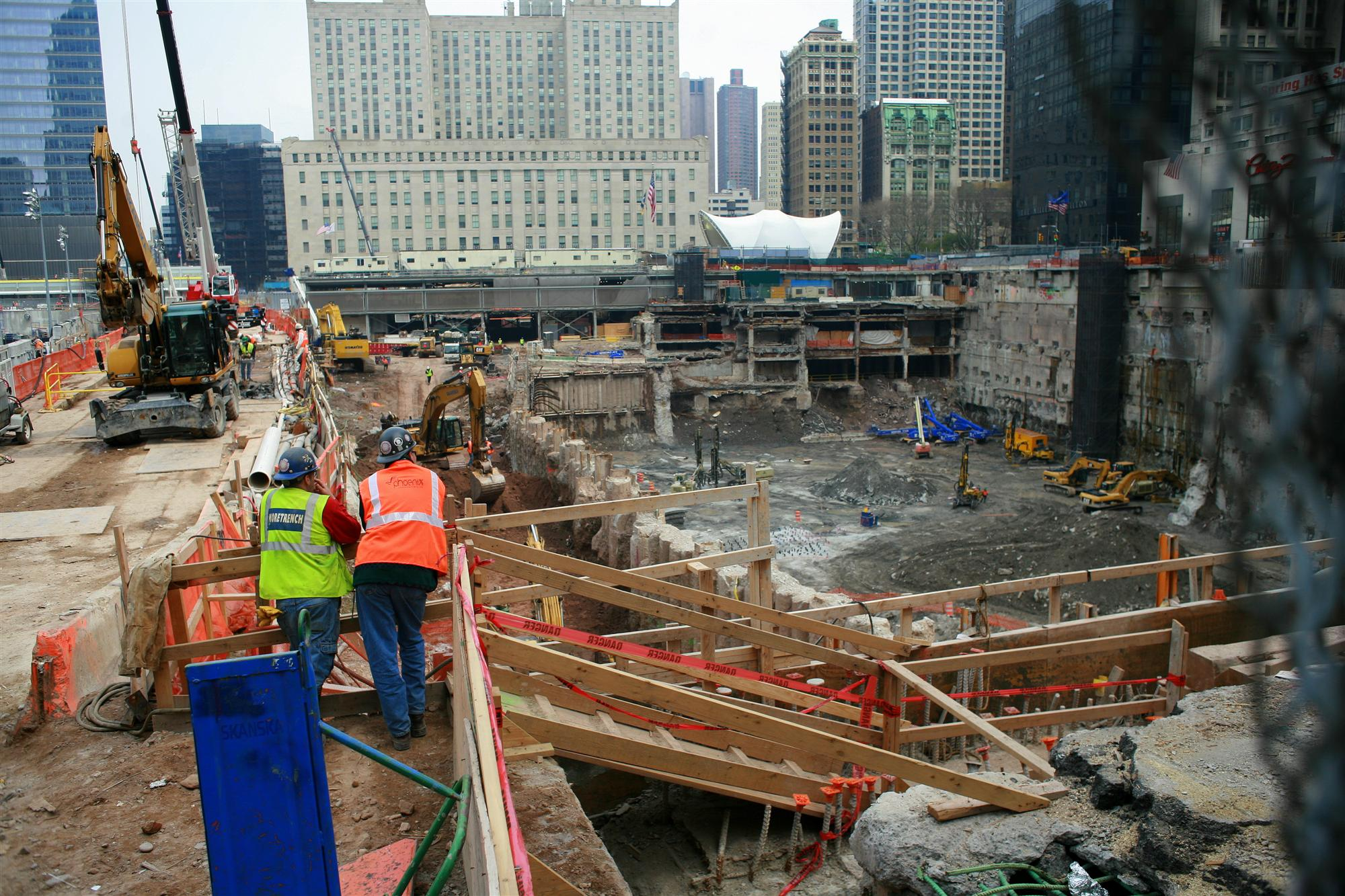
„Strefa Zero” 11 kwietnia 2008

## Upamiętnienia
- National September 11 Memorial & Museum
- Pentagon Memorial

## Odniesienia w kulturze masowej
Zamach z 11 września stał się inspiracją dla twórców kultury i sztuki dla upamiętnienia tego wydarzenia.

### Film
- Fahrenheit 9/11 – kontrowersyjny film dokumentalny Michaela Moore’a z 2004 roku, który ukazuje relacje pomiędzy rządem USA a organizacjami terrorystycznymi.
- World Trade Center – film fabularny z 2006 roku w reżyserii Olivera Stone’a, przedstawiający fabularyzowany przebieg zamachu i będący jednocześnie ekranizacją prawdziwej historii policjantów Johna McLoughlina i Williama J. Jimeno, ostatnich ludzi, którym udało się wydostać ze strefy zero.
- 102 minuty, które zmieniły Amerykę (2008) – dokument ukazujący w czasie rzeczywistym zamachy w Nowym Jorku, nakręcone wyłącznie przez świadków zdarzenia.
- Lot 93 – film dramatyczno-katastroficzny z 2006 roku, który opowiada o prawdziwych wydarzeniach, jakie wydarzyły się podczas lotu samolotu linii United Airlines. Pasażerowie jednego z czterech uprowadzonych samolotów 11 września 2001 roku ryzykują życie, by stawić opór.
- Lot 93 z Newark – film ten także jest poświęcony temu co wydarzyło się 11 września 2001 roku, we wnętrzu samolotu linii United Airlines, który prawdopodobnie miał uderzyć w Biały Dom, lecz nie doleciał i rozbił się na terenach Pensylwanii.
- Rejs 93 lotu do historii – film dokumentalny z 2005 roku opowiada o takim samym wątku fabuły co filmy Lot 93 oraz Lot 93 z Newark
- Strasznie głośno, niesamowicie blisko – film dramatyczny z 2011 roku
- Kości – odcinek 6. sezonu 8.
- 11 września, dzień z życia ameryki – dokument produkcji National Geographic

### Fotografia
- The Falling Man – zdjęcie przedstawiające mężczyznę spadającego z wieży World Trade Center
- Tourist Guy – zdjęcie przedstawiające mężczyznę stojącego na szczycie jednej z wież WTC, rzekomo zrobione na kilka sekund przed pierwszym atakiem, stała się źródłem miejskiej legendy

### Literatura
- Sławomir M. Kozak „Operacja Dwie Wieże”, wyd. Oficyna Aurora, Warszawa 2007
- Mitchell Zuckoff „11 września. Dzień, w którym zatrzymał się świat”, wyd. Poznańskie, Poznań 2021